# Centro de Especialidades Calicanto
Las Residencias Calicanto y Centro de Especialidades Calicanto son un conjunto rental-residencial construido en la década de 1970.
Consiste en dos volúmenes claramente definidos. El primero, en el sector sur del conjunto, está dedicado a uso netamente comercial, y consiste en un volumen rectangular con una planta baja a doble altura y cinco pisos, donde actualmente funcionan consultorios médicos, laboratorios y un escritorio jurídico. El segundo volumen se alza en el sector norte y está dedicado fundamentalmente a uso habitacional. Consta de planta baja a doble altura, mezzanina, quince pisos y pent-house. Su fachada principal, en concreto y revestimiento de ladrillo cocido, presenta una composición plegada, gracias a la cual adquiere un particular dinamismo que hace que este conjunto todavía se ubique entre las más interesantes propuestas arquitectónicas de la ciudad.